# Иван Стефанов (генерал-майор)
Вижте пояснителната страница за други личности с името Иван Стефанов.
Иван Стойнов Стефанов е български офицер, генерал-майор и политик от БКП.

## Биография
Роден е на 26 октомври 1919 г. в пловдивското село Свежен. От 1936 г. е член на РМС, а от юли 1944 г. и на БКП. През 1939 г. завършва полукласическа мъжка гимназия в Пловдив. След това се записва за студент в Юридическия факултет на Софийския университет. Същевременно работи като гладач и мияч на чинии. Известно време е общ работник и касиер в Гранд-хотел България. Уволнен от там поради комунистическите си убеждения през юли 1942 г. Изкарва наборна служба от 1942 до 1943 г. във 2-ро зенитно-артилерийско отделение в Казанлък. Учи в школа за санитарни сержанти на трудовите войски, а след това и в Школата за запасни офицери в София (зенитна артилерия с 20-мм оръдия). От 1943 г. е помощник-командир на зенитен взвод в Божурище, а от януари 1944 г. е командир на зенитен взвод в Ниш. От 20 август 1944 г. се завръща в родното си село Свежен заради отпуск. В селото се сбива с комендантски органи на ловна рота, за което е арестуван и бит. Наредено му е да напусне селото и разбирайки, че ще му бъде устроена засада на 16 август 1944 г. се присъединява към средногорска партизанска бригада „Христо Ботев“. На 14 септември 1944 г. е назначен за помощник-командир на първи армейски артилерийски полк. Участва във втората фаза на Българското участие във Втората световна война с полка (до май 1945). Остава на този пост до 30 септември 1945. Между 1 октомври 1945 и 30 август 1949 г. учи в Артилерийската академия „Феликс Дзержински“ в СССР. От септември 1949 до юни 1951 г. е временно изпълняващ длъжността началник на Оперативното отделение в Командването на артилерията.
Между 11 октомври 1950 и 10 април 1951 г. е началник на Оперативното отделение в Командването на артилерията. От 21 май 1951 г. е полковник. В периода 11 април 1951 – 1 януари 1953 е началник-щаб на артилерията. От 2 януари до 7 септември 1953 г. е заместник-командващ на артилерията. От 8 септември 1953 г. до 14 октомври 1959 г. е командващ артилерията на българската армия. След това от 21 октомври 1959 г. до 18 юни 1961 г. е началник на Факултет „Артилерия“, той и заместник-началник на Военната академия в София. Излиза в запаса на 19 юни 1961 г. През 1960 г. е утвърден за АБПФК. Умира през ноември 1975 г. в родното си село.

## Образование
- Школа за запасни офицери (април-ноември 1943)
- Висша артилерийска академия „Феликс Дзержински“ (1 октомври 1945 – 30 август 1949)

## Военни звания
- фелдфебел-школник (1943)
- старши лейтенант (1 септември 1944)
- капитан (31 декември 1944)
- майор (1947)
- подполковник (1950)
- полковник (21 май 1951)
- генерал-майор (22 септември 1954)[6]

## Награди
- Медал „За безупречна служба“ – II ст.
- Медал „За храброст“ – IV ст.
- Съветски медал „За боева заслуга“
- Медал „25 години народна власт“
- „Червено знаме“
- „9 септември 1944 г.“ – I ст. с мечове